# 北谷村 (新潟県)
北谷村（きただにむら）は、新潟県古志郡にあった村。現在の見附市の南部にあたる。

## 地理

### 地形
村の北側を刈谷田川が流れ、見附町との境界を成していた。刈谷田川は1941年(昭和16年)に河川改修が竣工するまで、当村付近では北(見附町側)へ大きく蛇行していた。この蛇行部の内側(のちの南本町一帯)は地籍上は当村名木野の一部であったが、対岸から見附市街が拡大し「市谷(いちや)」と通称される村内最大の商業地であった。そのため北部は見附町との結びつきが強かった。
一方で、村域の中央部には岩佐山(いわさやま)と呼ばれる丘陵が突き出ており、田井、椿沢といった南部はむしろ山本村(現長岡市)との関係が深かった。このことが見附町への編入を望む北部と山本村との協調(すなわち長岡市への編入)を望む南部の対立を生んだが、結局全村が見附町と合併することで決着した。
また北部の大半は刈谷田川の、南部は猿橋川支流各河川の流域に分かれており、21世紀に入っても当地域内では水害対策などを巡って南北の利害が対立することがある。

### 隣接していた自治体
- 古志郡
  - 上北谷村（現見附市および長岡市）
  - 山本村（現長岡市）
  - 新組村（現見附市および長岡市）
- 南蒲原郡
  - 見附町（現見附市）
  - 葛巻村（現見附市）

## 沿革
- 1889年4月1日 - 町村制施行に伴い名木野村，椿沢村，田井村，池之内村，明晶村，熱田村，鳥屋脇村，耳取村，山崎村の9村が合併し、北谷村成立。
- 1915年2月14日 - 栃尾鉄道（後の越後交通栃尾線）が栃尾から浦瀬まで開通。
- 1953年10月10日 - 南蒲原郡見附町に編入され、消滅。
- 1971年3月1日 - 旧村域であった椿沢町の一部を長岡市へ境界変更。

## 交通

### 鉄道
村内には越後交通の運営する「栃尾線」が通っており、以下の駅があった。（同路線の廃止により、現在はすべて廃駅）
椿沢駅 - 耳取駅 - 名木野駅 - 上見附駅 - 明晶駅
※ 上見附駅は開業当初は北谷村にあったが、数年後対岸の見附町（現在上見附はなみずき団地のある場所）に移転。合併前の1953年（昭和28年）6月に当初上見附駅のあった場所の近傍に名木野駅が設置されている。